# Asociación de Fútbol de Cuba
La Asociación de Fútbol de Cuba (AFC) es el cuerpo gobernante de fútbol de dicho país. Fue fundada en 1924 y se afilió a la FIFA en 1929 y a la Concacaf en 1961. La Asociación de Fútbol de Cuba se encarga de administrar el Torneo de Fútbol y la selección nacional de la isla.

## Campañas internacionales
| Campeonato                   | Participación                                                                               | Mejor resultado          |
| ---------------------------- | ------------------------------------------------------------------------------------------- | ------------------------ |
| Copa Mundial de Fútbol:      | 1 participación (1938)                                                                      | Cuartos de final         |
| Copa Concacaf / Copa de Oro: | 9 participaciones (1971, 1981, 1998, 2002, 2003, 2005, 2007, 2011, 2015)                    | Cuarto lugar en 1971     |
| Juegos Olímpicos:            | 2 participaciones (1976 y 1980)                                                             | Cuartos de final en 1980 |
| Copa del Caribe:             | 13 participaciones (1992,1995, 1998, 1999, 2001, 2005, 2007, 2008, 2010, 2012, 2014, 2016,) | Campeón en 2012          |

## Premios
- Premio a la Mejor Liga de Fútbol gracias a la presencia del barranquillero Roberto el flaco Meléndez en 1939.

## Campeones nacionales
- 14 Villa Clara

- 1980, 1981, 1982, 1983, 1986,1992, 1996, 1997, 2003, 2005, 2011, 2012, 2013, 2016

- 08 DC Gallego

- 1931, 1932, 1937, 1938, 1939, 1940, 1945, 1947

- 08 FC Real Iberia

- 1917, 1918, 1922, 1923, 1926, 1928, 1929, 1934

- 07 Juventud Asturiana

- 1927, 1933, 1935, 1936, 1941, 1944, 1948

- 06 Ciudad de La Habana

- 1978, 1979, 1984, 1994, 1998, 2001

- 07 FC Pinar del Río

- 1987, 1989, 1990, 1992, 1995, 2000, 2007, 2019

- 06 Deportivo San Francisco

- 1951, 1952, 1953, 1954, 1955, 1957

- 05 Granjeros

- 1968, 1969, 1970, 1975, 1977

- 05 Hispano América

- 1915, 1919, 1920, 1921, 1950

- 04 Industriales

- 1963, 1964, 1972, 1973

- 04 La Habana

- 1916, 1965, 1966, 1967

- 03 Deportivo Mordazo

- 1958, 1959, 1961

- 03 Ciego de Ávila

- 1993, 2002, 2003

- 02 Azucareros

- 1974, 1976

- 02 Cienfuegos

- 1985, 1991,2008

- 02 Deportivo Puentes Grandes

- 1942, 1943

- 02 Rovers AC

- 1912, 1914

- 01 Casino Español

- 1956

- 01 Cerro FC

- 1960

- 01 Deportivo Español

- 1930

- 01 Diablos Rojos

- 1949

- 01 Fortuna

- 1925

- 01 CD Hatuey

- 1913

- 01 Olimpia

- 1924

- 01 Holguín

- 2006